# 삼남초등학교 가천분교
삼남초등학교 가천분교는 경상남도 남해군 남면 홍현리 747에 있었던 초등학교 분교이다.

## 연혁
- 1941.04. 20	가천간이학교설립인가
- 1941.05. 30	개교식거행
- 1942.03. 24	교지확장 예정지 400평 매입
- 1943.03. 25	간이학교제1회 졸업
- 1947.01. 31	남명공립학교부설 가천분교장으로 교명 변경
- 1949.04. 11	가천국민학교로승격 인가
- 1949.05. 24	개교식및 낙성식 거행
- 1950.05. 03	가천국민학교제 1회 졸업식
- 1966.10. 18	신축공사낙성식 거행(현교사)
- 1971.05. 20	남해교육청주최 체육대회 참가 배구 2위
- 1973.06. 13	학교전화가설 완료
- 1975.05. 12	제2회 용운체육회 남자, 여자배구우승
- 1977.04. 05	학교주변 편백 220주 식수
- 1981.01. 21	도서열람대시설
- 1984.03. 01	상남국민학교가천분교장 격하
- 1991.12. 05	교육용컴퓨터 5대 기증 받음
- 1996.02. 22	제45회 졸업
- 1997.03. 01	남명초등학교로통합